# Planken (ulica)
Planken – jedna z głównych ulic handlowych centrum Mannheim w Niemczech, znajdująca się mniej więcej w geometrycznym środku starego miasta (Innerstadt), przechodząca przez północną pierzeję Paradeplatz.

## Charakterystyka
Ulica o długości około ośmiuset metrów została przebudowana w 2019 i jest najpopularniejszym deptakiem w mieście i regionie Nadrenii-Palatynatu. Znajdują się tutaj markowe sklepy różnych branż, zakłady rzemieślnicze i gastronomia, np. ÖVA-Passage. Strefa handlowa rozciąga się też na prostopadłe ulice sąsiadujące.

## Transport
Ulicą przebiega linia tramwajowa.

## Galeria

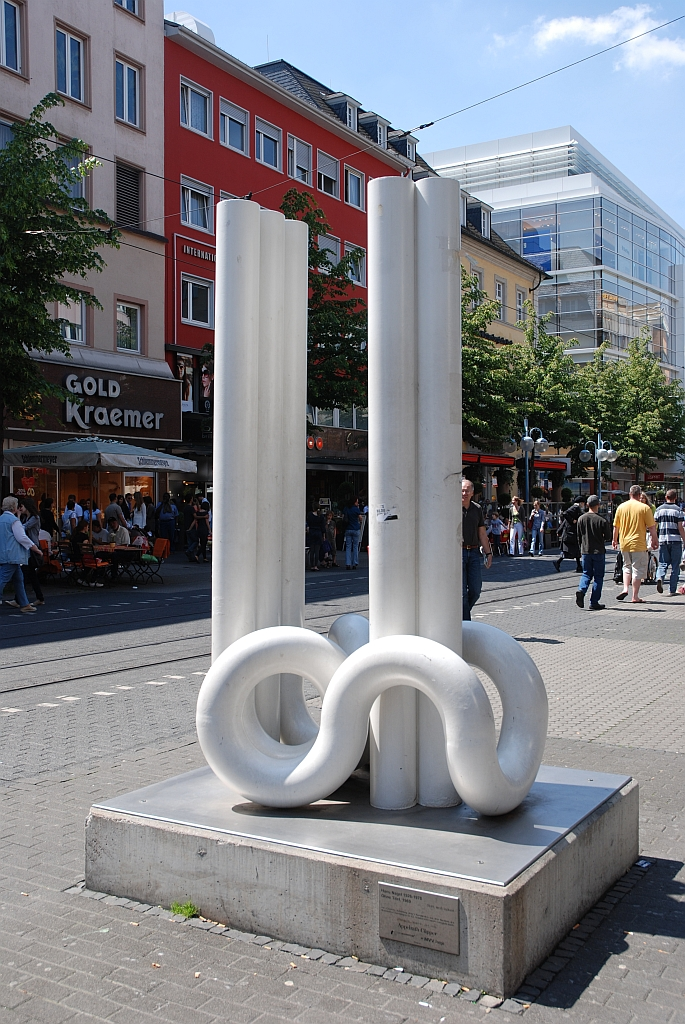
Rzeźba "Ohne Titel" Hansa Nagela (1969)
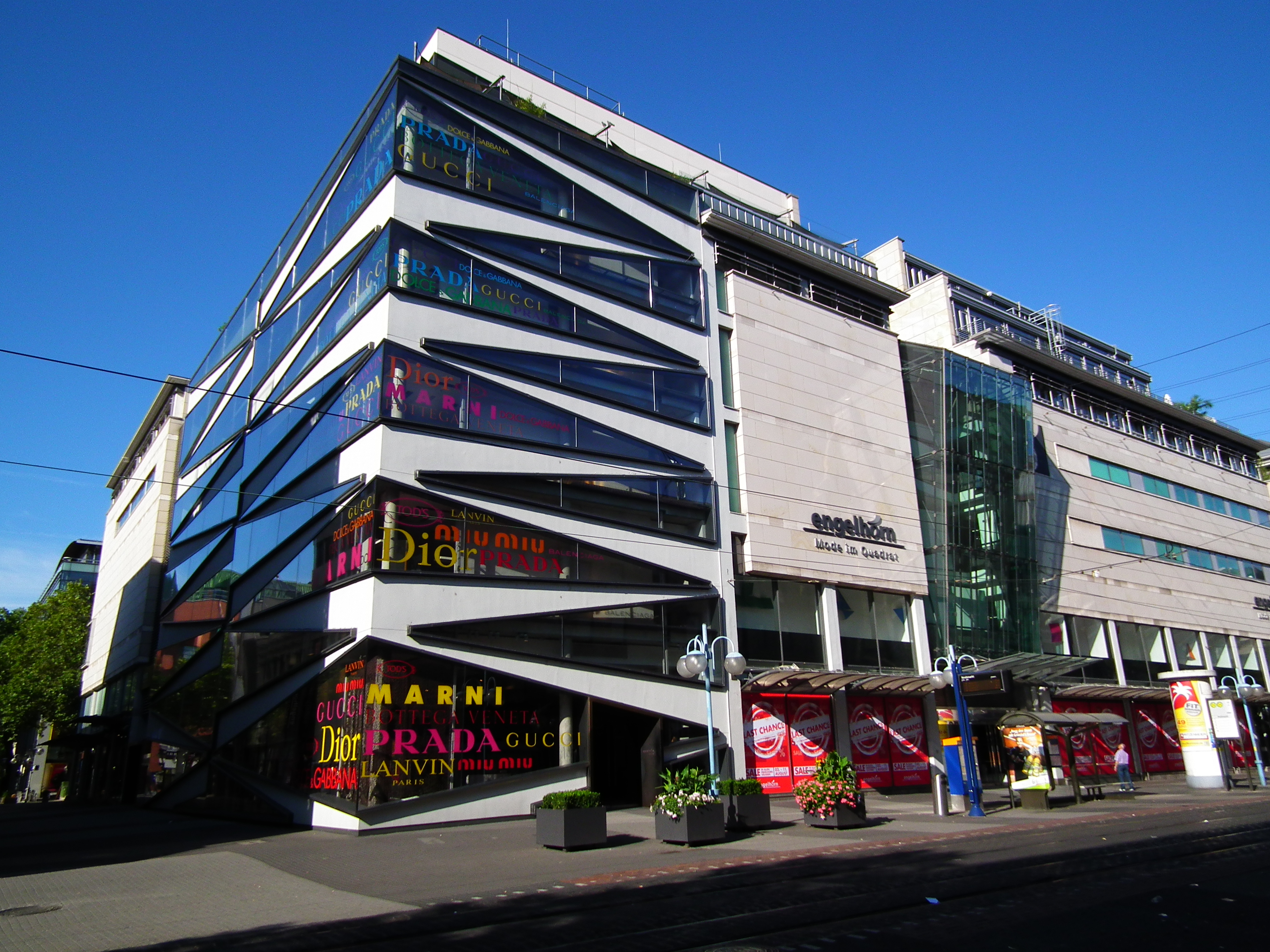
Engelhorn-Haupthaus